# إدغار نيل
إدغار نيل (من مواليد 24 نوفمبر عام 1889، في نيوزيلندا، تاريخ الوفاة في 25 يوليو عام 1960 في نيوزيلندا) (بالإنجليزية: Edgar Neale) هو سياسي ولاعب كريكت نيوزلندي. لعب مع South Island cricket team ‏.